# Cosmos 700
Il Cosmos 700 era un sistema di navigazione militare sovietico composto da sei satelliti distribuiti in orbite separate da 30 gradi l'uno dall'altro. Questi satelliti sono stati lanciati dal cosmodromo di Plesetsk utilizzando razzi Kosmos 3. Il sistema di navigazione utilizzava segnali VHF con spostamento Doppler (circa 150 e 400 MHz) trasmessi dai satelliti per determinare la posizione e i dati orbitali.
Per calcolare la propria posizione, un utente doveva ricevere segnali da diversi satelliti e utilizzare il cambiamento nella frequenza dei segnali (spostamento Doppler) per determinare la loro posizione. Questo sistema poteva fornire una precisione nella determinazione della posizione di circa 100 metri. Il tempo necessario per ottenere una posizione accurata dipendeva dalla latitudine dell'utente e dal numero di satelliti operativi in orbita. Normalmente, una posizione precisa poteva essere determinata entro 1-2 ore utilizzando questo sistema di navigazione militare.